# Rami Hadar
Rami Hadar (in ebraico רמי הדר‎?; Kiryat Tivon, 1º novembre 1966) è un allenatore di pallacanestro israeliano.

## Palmarès
- Campionato kosovaro: 1

Peja: 2022-2023